# Liste der Stolpersteine in Frankfurt-Dornbusch
Die Liste der Stolpersteine in Frankfurt am Main führt die vom Künstler Gunter Demnig verlegten Stolpersteine in Frankfurt am Main auf. Die Initiative Stolpersteine in Frankfurt am Main e. V. hat seit November 2003 die Verlegung von ca. 2000 Stolpersteinen, mindestens fünf Kopfsteinen und mindestens vier Stolperschwellen veranlasst. Die Initiative wird von der Stadt Frankfurt sowie von zahlreichen Institutionen, darunter das Jüdische Museum und das Institut für Stadtgeschichte unterstützt.
Die Steine erinnern an Menschen, die während der Zeit des Nationalsozialismus verfolgt, verhaftet, gequält, entrechtet, zur Flucht oder zum Suizid getrieben oder ermordet wurden. An ihrem letzten frei gewählten Wohnort in Frankfurt erinnern die Steine an alle Opfer des Nationalsozialismus: an Juden, Sinti und Roma, politisch Verfolgte, Zeugen Jehovas, Homosexuelle und Zwangsarbeiter, an als „asozial“ gebrandmarkte Menschen und an die Opfer der sogenannten „Euthanasie“-Morde an Kranken und Behinderten.
Im Oktober 2018 verlegte Gunter Demnig in Frankfurt den europaweit siebzigtausendsten Stein.
Die Stadtteile sind nach der Liste der Stadtteile von Frankfurt am Main angelegt. In den nicht gelisteten Stadtteilen liegen bislang keine Stolpersteine.
Über die hinter den Namen der Opfer liegenden Links lässt sich die zugehörige Biographie auf der Homepage der Stadt Frankfurt aufrufen.

## Liste
| Adresse                        | Name                                               | Verfolgungsschicksal | Verlegedatum       | Bild                                                           | Anmerkung |
| ------------------------------ | -------------------------------------------------- | --- | ------------------ | -------------------------------------------------------------- | --- |
| Geigerstraße 4 ·               | Rosalie Antonie "Tonie" Tauber                     | Rosalie Antonie "Tonie" Tauber, geb. Rosalie Stern geb. 2.12.1882 Deportation: 11. 6. 1942 „Richtung Osten“, wahrscheinlich Sobibór | 01. Juli 2025      |                                                                | |
| Eschersheimer Landstraße 431 · | Erich Itor Kahn                                    | Erich Itor Kahn geb. 23.07.1905 Flucht 1933 Frankreich Haft: 14.5.1940-8.5.1941 verschiedene Internierungslager Frankreich (Tence, Gurs, Camp les Milles) Flucht 1941 USA | 16. Mai 2023       |                                                                | |
| Eschersheimer Landstraße 431 · | Frida Kahn                                         | Frida Kahn geb. Rabinowitsch geb. 30.05.1905 Flucht 1933 Frankreich Haft: 15.5.1940-Juli 1941 Internierungslager Paris und Gurs Flucht 1941 USA | 16. Mai 2023       |                                                                | |
| Ebersheimstraße 5 ·            | Jüdisches Kinderheim der Flersheim-Sichel-Stiftung | Hier stand ab 1865 das jüdische Kinderheim der Flersheim-Sichel-Stiftung 1939 wurden die meisten Bewohner durch einen Kindertransport nach England gerettet etwa 80 Kinder und Heimpersonal wurden ab 1941 in nationalsozialistische Konzentrations- und Vernichtungslager deportiert und ermordet. nur wenige überlebten | 10. Mai 2022       |                                                                | Stolperschwelle |
| Körberstr. 16 ·                | Alice Betty Epstein                                | Alice Betty Epstein, geb. Wiesengrund geb. 2.9.1873 tot 14.11.1935 | 22. Okt. 2019      | der Stolperstein für Alice Epstein                             | |
| Körberstr. 16 ·                | Fritz Epstein                                      | Fritz Epstein geb. 20.8.1898 Flucht: 1933 England und USA | 22. Okt. 2019      | der Stolperstein für Fritz Epstein                             | |
| Marbachweg 333 ·               | Liesel Simon                                       | Liesel Simon, geb. Goldschmidt Jg. 1887 Flucht 1941 USA 1944 Ecuador | 23. Juni 2019      |                                                                | |
| Marbachweg 333 ·               | Hans Max Joseph Simon                              | Hans Simon Jg. 1911 Flucht 1933 Palästina Frankreich 1938 Ecuador | 23. Juni 2019      |                                                                | |
| Marbachweg 333 ·               | Fritz Ernst Willi Simon                            | Fritz Simon Jg. 1913 Flucht 1933 Frankreich Ecuador | 23. Juni 2019      |                                                                | |
| Marbachweg 333 ·               | Paul Jacob Simon                                   | Paul Jacob Simon Jg. 1885 Flucht 1937 Frankreich interniert Drancy deportiert 1942 ermordet in KZ Auschwitz | 23. Juni 2019      |                                                                | |
| Hügelstraße 144 ·              | Rosette Goldschmidt                                | Rosette Goldschmidt geb. 10.4.1868 Deportation 18.8.1942 KZ Theresienstadt 23. 9. 1942 Treblinka tod unbekannt | 18. Mai 2018       | der Stolperstein für Rosette Goldschmidt                       | |
| Marbachweg 328 ·               | Anna Kanne                                         | Anna Kanne geb. 19.8.1882 Haft 2.12.1936 Frankfurt 23.08.1937 KZ Moringen 21.2.1938 KZ Lichtenburg 15.5.1939 KZ Ravensbrück Befreiung April 1945 | 18. Mai 2018       |                                                                | |
| Marbachweg 328 ·               | Anna Oechler                                       | Anna Oechler geb. 30.11.1900 Haft 30.10.1936 Frankfurt 7.7.1937 KZ Moringen 21.2.1938 KZ Lichtenburg Mai 1939 KZ Ravensbrück Sommer 1943 KZ-Ravensbrück-Außenlager Hartzwalde Befreiung April 1945 | 18. Mai 2018       |                                                                | |
| Anzengruberstraße 5 ·          | Paula Rosenberg geb. Lind                          | Paula Rosenberg ,geb. Lind geb. 19.8.1890 deportiert am 11.11.1941 nach Minsk Tod unbekannt | 22. Juni 2013      | Stolpersteine anzengruberstr 5                                 | |
| Bertramstraße 79 ·             | Kurt Neumann                                       | Kurt Neumann geb. 30.7.1875 deportiert im April 1943 nach Auschwitz Tod am 22.4.1943 | 13. September 2005 | Stolperstein Bertramstraße 79 Kurt Neumann                     | |
| Eichendorfstraße 37 ·          | Siegmund Kaiser                                    | Siegmund Kaiser geb. 27.1.1882 deportiert am 30.10.1942 nach Buchenwald und am 27.11.1942 nach Auschwitz ermordet am 29.12.1942 | 13. September 2005 | Stolperstein Eichendorffstraße 37 Siegmund Kaiser              | |
| Eschersheimer Landstraße 357 · | Edith Beicht geb. Wolff                            | Edith Beicht, geb. Wolff geb. 10.2.1895 deportiert am 16.8.1942 nach Theresienstadt und am 16.10.1944 nach Auschwitz ermordet | 22. Juni 2013      | Stolperstein Eschersheimer Landstr. 357 Beicht Edith           | |
| Eschersheimer Landstraße 357 · | Karl Beicht                                        | Karl Beicht geb. 28.2.1895 deportiert am 16.8.1942 nach Theresienstadt und am 16.10.1944 nach Auschwitz ermordet | 22. Juni 2013      | Stolperstein Eschersheimer Landstr. 357 Beicht Karl            | |
| Eschersheimer Landstraße 405 · | Gerson Grünebaum                                   | Gerson Grünebaum geb. 16.1.1864 Suizid am 17.10.1941 | 14. Oktober 2004   | Stolperstein Eschersheimer Landstraße 405 für Gerson Grünebaum | nach Bauarbeiten wurde die Anordnung der Stolpersteine verändert; Anordnung der Stolpersteine nach der Erstverlegung:                               |
| Eschersheimer Landstraße 405 · | Rosa Grünebaum geb. Grünebaum                      | Rosa Grünebaum, geb. Grünebaum geb. 3.6.1862 deportiert am 1.9.1942 nach Theresienstadt ermordet am 11.4.1943 | 14. Oktober 2004   | Stolperstein Eschersheimer Landstraße 405 Rosa Grünebaum       | |
| Eschersheimer Landstraße 405 · | Alfred Grünebaum                                   | Alfred Grünebaum geb. 30.11.1899 deportiert am 22.11.1941 nach Kaunas ermordet am 25.11.1941 | 14. Oktober 2004   | Stolperstein Eschersheimer Landstraße 405 für Alfred Grünebaum | |
| Eschersheimer Landstraße 463 · | Gottfried Westheim                                 | Gottfried Westheim geb. 9.11.1887 deportiert am 1.9.1942 nach Theresienstadt ermordet am 25.1.1943 | 4. Juni 2011       | Stolperstein Eschenheimer Landstr 463 Westheim Gottfried       | |
| Eschersheimer Landstraße 463 · | Julius Westheim                                    | Julius Westheim geb. 1.2.1889 deportiert 1942 nach Mauthausen ermordet am 7.9.1942 | 4. Juni 2011       | Stolperstein Eschenheimer Landstr. 463, Westheim Julius        | |
| Marbachweg 337 ·               | Alfred Max Hofmann                                 | Alfred Max Hofmann geb. 5.2.1879 deportiert am 1.9.1942 nach Theresienstadt ermordet am 6.12.1942 | 14. Oktober 2004   | Stolperstein Marbachweg 337 für Alfred Hoffmann                | |
| Marbachweg 337 ·               | Babette Hofmann geb. Meyer                         | Babette Hofmann, geb. Meyer geb. 4.6.1875 deportiert am 1.9.1942 nach Theresienstadt ermordet am 12.9.1942 | 14. Oktober 2004   | Stolperstein Marbachweg 337 für Babette Hoffmann               | |
| Marbachweg 339 ·               | Jella Held geb. Wertheimer                         | Jella Held, geb. Wertheimer geb. 21.10.1870 deportiert am 14.8.1942 nach Ravensbrück und Auschwitz ermordet am 7.10.1942 | 14. Oktober 2004   | Stolperstein Marbachweg 339 für Jella Held                     | |
| Martorffstraße 7 ·             | Alma Zehden geb. Pincus                            | Alma Zehden, geb. Pincus geb. 10.6.1889 deportiert am 19.10.1941 nach Łódź ermordet am 10.6.1942 | 13. Mai 2011       | Stolperstein Martorffstr. 7 Zehden Alma                        | |
| Martorffstraße 7 ·             | Artur Zehden                                       | Artur Zehden geb. 11.7.1880 deportiert am 19.10.1941 nach Łódź ermordet | 13. Mai 2011       | Stolperstein Martorffstr. 7 Zehden Arthur                      | |
| Roseggerstraße 17 ·            | Marthilde Rosa Cahn geb. Rothbart                  | Marthilde Rosa Cahn, geb. Rothbarth geb. 25.12.1895 deportiert am 22.11.1941 nach Kaunas ermordet am 25.11.1941 | 14. Oktober 2004   | Stolperstein Roseggerstraße 17 für Mathilde Cahn               | |
| Roseggerstraße 17 ·            | Dr. Robert Cahn                                    | Dr. Robert Cahn geb. 27.4.1881 deportiert am 22.11.1941 nach Kaunas ermordet am 25.11.1941 | 14. Oktober 2004   | Stolperstein Roseggerstraße 17 für Dr. Robert Cahn             | |
| Roseggerstraße 17 ·            | Dr. Ludwig Reinheimer                              | Dr. Ludwig Reinheimer geb. 26.4.1894 deportiert am 18.9.1944 nach Groß-Rosen, Leitmeritz und Flossenbürg ermordet | 14. Oktober 2004   | Stolperstein Roseggerstraße 17 für Dr. Ludwig Reinheimer       | |
| Roseggerstraße 17 ·            | Hanna Reutlinger geb. Gutmann                      | Hanna Reutlinger, geb. Gutmann geb. 18.5.1901 deportiert am 22.11.1941 nach Kaunas ermordet am 25.11.1941 | 14. Oktober 2004   | Stolperstein Roseggerstraße 17 für Hanna Reutlinger            | |
| Roseggerstraße 17 ·            | Gerd Reutlinger                                    | Gerd Reutlinger geb. 15.10.1937 deportiert am 22.11.1941 nach Kaunas ermordet am 25.11.1941 | 14. Oktober 2004   | Stolperstein Roseggerstraße 17 für Gerd Reutlinger             | |
| Roseggerstraße 17 ·            | Rolf Reutlinger                                    | Rolf Reutlinger geb. 15.10.1937 deportiert am 22.11.1941 nach Kaunas ermordet am 25.11.1941 | 14. Oktober 2004   | Stolperstein Roseggerstraße 17 für Rolf Reutlinger             | |
| Silberbornstraße 9 ·           | Fanny Mokrauer geb. Loewenstaedt                   | Fanny Mokrauer, geb. Loewenstaedt geb. 16.8.1875 deportiert am 19.10.1941 nach Łódź ermordet am 11.2.1942 | 13. Mai 2012       | Stolperstein silberbornstr 9 mokrauer fanny                    | |
| Silberbornstraße 9 ·           | Lotte Mokrauer                                     | Lotte Mokrauer geb. 18.11.1901 deportiert am 19.10.1941 nach Łódź und 1944 nach Auschwitz ermordet | 13. Mai 2012       | Stolperstein silberbornstr 9 mokrauer lotte                    | |
| Marbachweg 291 ·               | Frieda Hild                                        | Frieda Hild geb. 14.9.1892 deportiert am ? nach F-Diakonissenkh. ermordet 30.4.1940 | 21. Juni 2014      | Stolperstein Marbachweg 291 Hild Frieda                        | |
| Marbachweg 291 ·               | Willy Hild                                         | Willy Hild geb. 30.12.1894 deportiert 1938 nach KZ Buchenwald überlebt | 21. Juni 2014      | Stolperstein Marbachweg 291 Hild Willy                         | |
| Hügelstraße 115 ·              | Rosa Natt-Fuchs                                    | Rosa Natt-Fuchs geb. 24.2.1864 deportiert 1942 nach KZ Theresienstadt ermordet 12.9.1942 | 21. Juni 2014      |                                                                | |
| Hügelstraße 115 ·              | Nelly Fuchs                                        | Nelly Fuchs geb. 14.7.1891 deportiert 1942 Unbekannt ermordet | 21. Juni 2014      |                                                                | An der Merianschule in der Burgstraße hängt eine Gedenktafel, die an die ermordeten Lehrer der Schule erinnert, auf dieser ist Nelly Fuchs erwähnt. |
| Körberstraße 16 ·              | Paul Epstein                                       | Paul Epstein geb. 24.07.1871 Suizid 11.08.1939 | 17. Oktober 2014   | Stolpersteine koerberstrasse 16                                | Siehe auch Wiki Artikel |